# Дом-музей Кара Караева
Дом-музей Кара Караева — дом-музей выдающегося азербайджанского композитора, педагога, общественного деятеля, Героя Социалистического Труда, Народного артиста СССР, депутата Верховного Совета СССР IV-IX созывов (1955-1976), академика АН Азербайджанской ССР, лауреата Государственной премии Азербайджанской ССР Кара Караева. Музей находится в ведении Министерства культуры и туризма Азербайджанской Республики.

## История

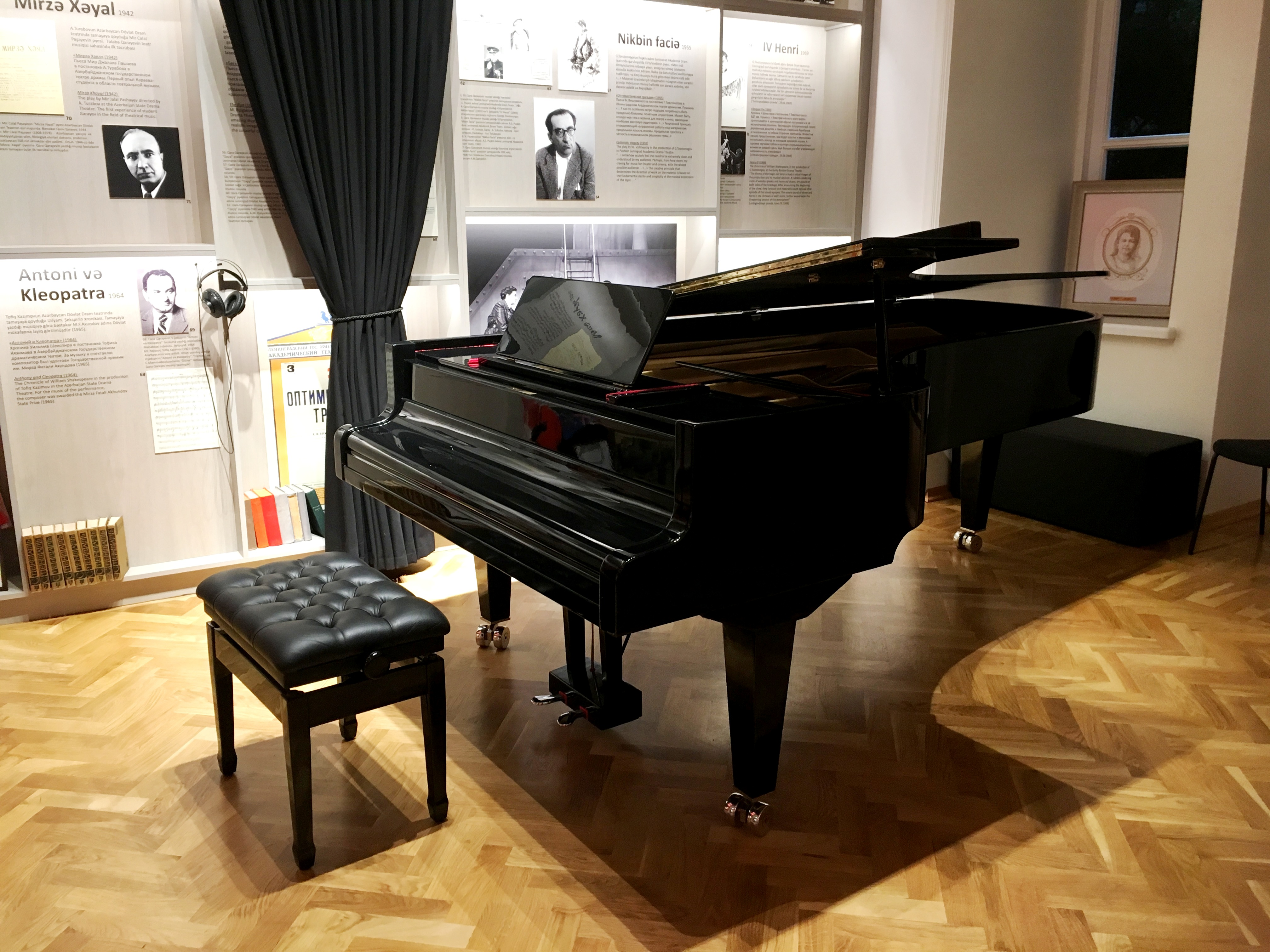
Рояль композитора.

Дом-музей Кара Караева был открыт 1 октября 2018 г, в год 100-летия композитора. В этом доме, где жили родители Кара Караева он провел свою юность и студенческие годы. Здесь он создал свои первые произведения, в том числе балет «Семь красавиц».
В открытии музея приняли участие официальные лица и общественные деятели Азербайджана - министр культуры Азербайджана Абульфаз Гараев, вице-премьер Азербайджана Али Ахмедов, председатель Союза композиторов Франгиз Ализаде, ректор Бакинской музыкальной академии Фархад Бадалбейли, народный писатель Анар и др. Также на церемонии открытия состоялась презентация книги, посвященной жизни и творчеству Кара Караева из серии «Выдающиеся личности Азербайджана», изданной совместно Министерством культуры и Национальной библиотекой на азербайджанском, русском и английском языках.

## Экспозиции
Дом-музей является прекрасным местом для знакомства как с творчеством, так и с разными периодами жизни композитора. Посещая залы музея, можно ознакомиться с книгами из личной библиотеки Кара Караева, афишами выступлений в разных городах, личными вещами, копиями рукописей, звукозаписями, эскизами к балетам.
В центре экспозиции — рояль, который стоял в квартире композитора.
Большая часть материалов для музея собрана путем проведения исследований наследия композитора за пределами республики. Так, документы, некоторые рукописи и фотографии Кара Караева были привезены в Азербайджан из Государственного архива литературы и искусства в Москве. Всего в доме-музее композитора представлено более 300 экспонатов.
Основные экземпляры произведений композитора размещены на полках на стенах. Здесь, в отдельных уголках, представлены всемирно известные произведения композитора — балеты "Семь красавиц", "Тропою грома", "Лейли и Меджнун", "Дон Кихот", опера "Ватан" (Родина), отражены камерно-вокальные произведения, для которых он писал, их первые исполнители и другие сведения.
Дом-музей Кара Караева отличается тем, что он весь оборудован мониторами и дисплеями и здесь можно послушать музыку композитора. Музей постоянно дополняется новыми экспонатами – личными вещами Караева.